# Liste des cavités naturelles les plus longues de l'Yonne
La liste des cavités naturelles les plus longues de l'Yonne recense, sous forme de tableau(x), les cavités souterraines naturelles connues dans ce département français, dont le développement est supérieur ou égal à cent mètres.
La communauté spéléologique considère qu'une cavité souterraine naturelle n'existe vraiment qu'à partir du moment où elle est « inventée » c'est-à-dire découverte (ou redécouverte), inventoriée, topographiée et publiée. Bien sûr, la réalité physique d'une cavité naturelle est la plupart du temps bien antérieure à sa découverte par l'homme ; cependant tant qu'elle n'est pas explorée, mesurée et révélée, la cavité naturelle n'appartient pas au domaine de la connaissance partagée.
La liste spéléométrique des 30 plus longues cavités naturelles de l'Yonne (≥ cent mètres) est actualisée fin 2019.
La plus longue cavité souterraine naturelle répertoriée dans le département de l'Yonne est  « le réseau des Fées-Moulinot », sur la commune de Arcy-sur-Cure (cf. ligne 1 du tableau ci-dessous).
| \| Histogramme de la répartition des plus longues cavités naturelles de l'Yonne par classe de développement -- Les 30 cavités citées fin 2019 sont réparties en 4 classes de développement -- \| \| \| \| \| \| \| \| \| \| \| \| \| \| \| classe I >= 5 000 m 0 cavité[s] \| classe II >= 2 000 m et < 5 000 m 2 cavités \| classe III >= 1 500 m et < 2 000 m 0 cavités \| classe IV >= 100 m et < 1 500 m 28 cavités \| \| |                                 |                                             |                                              |                                            |  |
| Le graphique qui aurait dû être présenté ici ne peut pas être affiché car il utilise l'ancienne extension Graph, désactivée pour des questions de sécurité. Des indications pour créer un nouveau graphique avec la nouvelle extension Chart sont disponibles ici . |                                 |                                             |                                              |                                            |  |
| Histogramme de la répartition des plus longues cavités naturelles de l'Yonne par classe de développement -- Les 30 cavités citées fin 2019 sont réparties en 4 classes de développement -- |                                 |                                             |                                              |                                            |  |
| |                                 |                                             |                                              |                                            |  |
| | classe I >= 5 000 m 0 cavité[s] | classe II >= 2 000 m et < 5 000 m 2 cavités | classe III >= 1 500 m et < 2 000 m 0 cavités | classe IV >= 100 m et < 1 500 m 28 cavités |  |

## Cavités de l'Yonne dont le développement supérieur ou égal à5 000 mètres
Aucune cavité n'est recensée dans cette « classe I », au 31-12-2019.

## Cavités de l'Yonne (France) de développement compris entre2 000 mètreset4 999 mètres
2 cavités sont recensées dans cette « classe II » au 31 décembre 2019.
| Réf. | Cavité (autres noms) | Commune                                  | Massif ou zone                     | Coordonnées (WGS 84)        | Développe. (mètres) | Dénivel. (mètres) | Sources ou références                                                  | Mise à jour |
| ---- | -------------------- | ---------------------------------------- | ---------------------------------- | --------------------------- | ------------------- | ----------------- | ---------------------------------------------------------------------- | ----------- |
| 1    | Grotte des Fées      | Arcy-sur-Cure                            | Massif du Morvan Vallée de la Cure | 47° 35′ 25″ N, 3° 45′ 42″ E | +002 820, m         | +0000, m          | Spéléo-club de Chablis, plongeesouterraine.org & Sous le Plancher n°11 | 2017-12     |
| 2    | Puits Bouillant      | Saint-Aubin-Château-Neuf (Le Val-d'Ocre) | Puisaye orientale et Gâtinais      | 47° 49′ 11″ N, 3° 18′ 22″ E | +002 115, m         | +0028, m          | Spéléo-club de Chablis & Sous le Plancher n°15                         | 2017-12     |

## Cavités de l'Yonne (France) de développement compris entre1 500 mètreset1 999 mètres
Aucune cavité n'est recensée dans cette « classe III » au 31 décembre 2019.

## Cavités de l'Yonne (France) de développement compris entre100 mètreset1 499 mètres
28 cavités sont recensées dans cette « classe IV » au 31 décembre 2019.
| Réf. | Cavité (autres noms)                 | Commune                     | Massif ou zone                     | Coordonnées (WGS 84)        | Développe. (mètres) | Dénivel. (mètres) | Sources ou références                                                     | Mise à jour |
| ---- | ------------------------------------ | --------------------------- | ---------------------------------- | --------------------------- | ------------------- | ----------------- | ------------------------------------------------------------------------- | ----------- |
| 3    | Grande grotte                        | Arcy-sur-Cure               | Massif du Morvan Vallée de la Cure | 47° 35′ 30″ N, 3° 46′ 00″ E | +001 252, m         | +0013, m          | Spéléo-club de Chablis & Grottes et Gouffres de l'Yonne                   | 2017-12     |
| 4    | Rivière souterraine de la Côme Noire | Bierry-les-Belles-Fontaines |                                    | 47° 37′ 32″ N, 4° 12′ 33″ E | +001 070, m         | +0000, m          | Spéléo-club de Chablis & Sous le Plancher n°11                            | 2017-12     |
| 5    | Grotte du Mont Friloux               | Bierry-les-Belles-Fontaines |                                    | 47° 36′ 26″ N, 4° 12′ 05″ E | +001 010, m         | +0014, m          | Spéléo-club de Chablis & Sous le Plancher n°13                            | 2017-12     |
| 6    | Les Goulettes                        | Arcy-sur-Cure               | Massif du Morvan Vallée de la Cure | 47° 35′ 20″ N, 3° 45′ 29″ E | +000660, m          | +0009, m          | Spéléo-club de Chablis                                                    | 2017-12     |
| 7    | Grotte de Barbe Bleue                | Arcy-sur-Cure               | Massif du Morvan Vallée de la Cure | 47° 35′ 50″ N, 3° 45′ 38″ E | +000445, m          | +0000, m          | Spéléo-club de Chablis                                                    | 2017-12     |
| 8    | Rivière souterraine des Usages       | Villiers-Saint-Benoît       | Puisaye                            | 47° 44′ 53″ N, 3° 10′ 42″ E | +000404, m          | +0040, m          | Spéléométrie de la France, Spéléo-club de Chablis & Sous le Plancher n°15 | 2017-12     |
| 9    | Fosse Dionne                         | Tonnerre                    | Plateau calcaire du Tonnerrois     | 47° 51′ 24″ N, 3° 58′ 14″ E | +000380, m          | 79,50 m           | Spéléo-club de Chablis & Grottes et Gouffres de l'Yonne                   | 2010-04     |
| 10   | Grotte de l'Entonnoir                | Saint-Moré                  | Massif du Morvan Vallée de la Cure | 47° 35′ 05″ N, 3° 45′ 55″ E | +000246, m          | +0007, m          | Spéléo-club de Chablis & Grottes et Gouffres de l'Yonne                   | 2010-04     |
| 11   | Puits Morissat                       | Sormery                     |                                    | 48° 07′ 46″ N, 3° 44′ 41″ E | +000215, m          | +0021, m          | Spéléo-club de Chablis & Grottes et Gouffres de l'Yonne                   | 2010-04     |
| 12   | Rivière souterraine des Fourneaux    | Venizy                      | Pays d'Othe                        | 48° 04′ 40″ N, 3° 39′ 37″ E | +000200, m          | +0012, m          | Spéléo-club de Chablis & Grottes et Gouffres de l'Yonne                   | 2010-04     |
| 13   | Rivière souterraine du Puits Guerrey | Sormery                     |                                    | 48° 07′ 48″ N, 3° 44′ 32″ E | +000188, m          | +0029, m          | Spéléo-club de Chablis & Grottes et Gouffres de l'Yonne                   | 2010-04     |
| 14   | Gouffre de Villepot                  | Courson-les-Carrières       |                                    | 47° 35′ 14″ N, 3° 28′ 38″ E | +000185, m          | +0094, m          | Spéléo-club de Chablis & Grottes et Gouffres de l'Yonne                   | 2010-04     |
| 15   | Grotte de l'Ermite                   | Merry-sur-Yonne             |                                    | 47° 35′ 05″ N, 3° 45′ 55″ E | +000184, m          | +0011, m          | Spéléo-club de Chablis & Grottes et Gouffres de l´Yonne                   | 2010-04     |
| 16   | Rivière souterraine de Beaudemont    | Villeneuve-sur-Yonne        |                                    | 48° 03′ 43″ N, 3° 19′ 19″ E | +000181, m          | +0070, m          | Spéléo-club de Chablis & Grottes et Gouffres de l´Yonne                   | 2010-04     |
| 17   | Gouffre de Champ-Retard              | Coutarnoux                  |                                    | 47° 36′ 21″ N, 3° 56′ 54″ E | +000174, m          | +0030, m          | Spéléo-club de Chablis & Sous le Plancher                                 | 2010-04     |
| 18   | Grotte de la Malpierre               | Massangis                   |                                    | 47° 37′ 35″ N, 3° 57′ 24″ E | +000165, m          | +0010, m          | Spéléo-club de Chablis & Grottes et Gouffres de l´Yonne                   | 2010-04     |
| 19   | Puits de la vallée de Coulon         | Saint-Cyr-les-Colons        |                                    |                             | +000163, m          | +0029, m          | Spéléo-club de Chablis.                                                   | 2010-04     |
| 20   | Le Grand Souterrain                  | Girolles                    |                                    | 47° 34′ 27″ N, 3° 49′ 33″ E | +000140, m          | +0010, m          | Spéléo-club de Chablis & Grottes et Gouffres de l´Yonne                   | 2010-04     |
| 21   | Grotte de Nermont                    | Saint-Moré                  | Massif du Morvan Vallée de la Cure | 47° 35′ 11″ N, 3° 46′ 08″ E | +000135, m          | +0022, m          | Spéléo-club de Chablis & Grottes et Gouffres de l'Yonne                   | 2010-04     |
| 22   | Grotte de la Rippe                   | Merry-sur-Yonne             |                                    |                             | +000135, m          | +0008, m          | Spéléo-club de Chablis                                                    | 2010-04     |
| 22   | Grotte du Trilobite                  | Arcy-sur-Cure               | Massif du Morvan Vallée de la Cure | 47° 35′ 27″ N, 3° 45′ 47″ E | +000126, m          | +0000, m          | Spéléo-club de Chablis                                                    | 2010-04     |
| 23   | Grotte des Ronces                    | Bierry-les-Belles-Fontaines |                                    | 47° 38′ 40″ N, 4° 10′ 37″ E | +000124, m          | +0030, m          | Spéléo-club de Chablis                                                    | 2010-04     |
| 24   | Source du Moulin Blanc               | Saint-Martin-sur-Ouanne     |                                    | 47° 51′ 01″ N, 3° 05′ 22″ E | +000120, m          | +0055, m          | Spéléo-club de Chablis, BRGM & Sous le Plancher n°13                      | 2010-04     |
| 25   | Grotte de Foinin                     | Tharoiseau                  |                                    | 47° 27′ 37″ N, 3° 48′ 37″ E | +000112, m          | +0010, m          | Spéléo-club de Chablis                                                    | 2010-04     |
| 26   | Trou de la Chappe                    | Tonnerre                    | Plateau calcaire du Tonnerrois     | 47° 50′ 32″ N, 3° 59′ 03″ E | +000111, m          | +0003, m          | Spéléo-club de Chablis                                                    | 2010-04     |
| 27   | Grotte de la Roche Percée            | Saint-Moré                  | Massif du Morvan Vallée de la Cure | 47° 35′ 11″ N, 3° 46′ 08″ E | +000106, m          | +0000, m          | Spéléo-club de Chablis                                                    | 2010-04     |
| 28   | Gouffre de la Côme Sainte-Marie      | Massangis                   |                                    | 47° 37′ 41″ N, 4° 01′ 59″ E | +000105, m          | +0058, m          | Spéléo-club de Chablis & Grottes et Gouffres de l´Yonne                   | 2010-04     |
| 29   | Grotte du Renne                      | Arcy-sur-Cure               | Massif du Morvan Vallée de la Cure | 47° 35′ 27″ N, 3° 45′ 45″ E | +000104, m          | +0000, m          | Spéléo-club de Chablis                                                    | 2017-12     |
| 30   | Grotte des Pêcheurs                  | Saint-Moré                  | Massif du Morvan Vallée de la Cure | 47° 35′ 04″ N, 3° 45′ 53″ E | +000100, m          | +0008, m          | Spéléo-club de Chablis                                                    | 2010-04     |